# OpenWrt
OpenWrt è una distribuzione Linux specifica per dispositivi embedded  come router CPE, Smartphone (per esempio Neo FreeRunner), pocket computer (p.e. Ben NanoNote), o microcontrollori (come Arduino Yún).

## La distribuzione
Tipicamente la distribuzione è destinata all'utilizzo sui router wireless, con l'obiettivo di estenderne le funzionalità rispetto ai firmware forniti dal produttore. Inoltre il sistema operativo è privo di restrizioni rispetto all'OS di fabbrica: ad esempio il filesystem su cui è installato ha i permessi di scrittura da parte dell'utente, permettendo fra le altre cose l'installazione di software di terze parti. Ciò è facilitato dalla presenza di  opkg, un gestore di pacchetti simile per funzionalità agli analoghi software normalmente presenti sulle distribuzioni Linux per PC.

L'utilizzo di una versione aggiornata del kernel Linux, oltre ai driver di rete e software di routing più recenti, risulta nella maggior parte dei casi in una maggiore sicurezza e in una minor presenza di bug rispetto ai software stock preinstallati, specie nei dispositivi meno recenti non più supportati dai produttori.
Sono fornite immagini precompilate per diversi router e dispositivi, ed inoltre scaricando il codice sorgente è possibile compilare build personalizzate, ad esempio inserendo software preinstallati, altre estensioni di BusyBox o moduli del kernel Linux.

### L'interfaccia webLuCI
Oltre alla connessione via SSH, è possibile accedere al sistema operativo con un'interfaccia web, LuCI, che permette la personalizzazione di diversi aspetti del dispositivo in un ambiente user-friendly, ed è inoltre estendibile con moduli installabili da opkg.

## Distribuzioni GNU/Linux basate su OpenWrt
- Obelisco, su wiki.buenosaireslibre.org. URL consultato il 27 marzo 2008 (archiviato dall'url originale il 25 marzo 2008).
- Midge, su midge.vlad.org.ua. URL consultato il 27 marzo 2008 (archiviato dall'url originale il 16 luglio 2007).